# Antonio Sendra Cebolla
Antonio Sendra Cebolla (Llaurí, Valencia) is een Spaans componist, muziekpedagoog, musicoloog en dirigent.

## Levensloop
Sendra Cebolla kreeg zijn eerste muzieklessen in de muziekschool van de Ateneo Instructivo Musical Giner de Llaurí (Valencia). Op 8-jarige leeftijd begon hij zijn studie aan het Conservatorio Superior de Música "Joaquin Rodrigo" in Valencia. Als hij 17 jaar jong was, speelde hij hoorn in een Valenciaans orkest. Aansluitend studeerde hij verder aan het Real Conservatorio Superior de Música de Madrid in Madrid onder andere bij García Matos Bascuñana, García Abril Calés, López Calvo en Enrique García Asensio.
Na zijn muziekstudie ging hij naar het Spaanse militair. Hij werd dirigent van de Banda de música de la Academia de Infantería in Toledo en eveneens docent aan de militaire Infanterie muziek-academie in Toledo. Sindsdien is hij ook professor en hoofd van de afdeling compositie aan het Conservatorio Professional de Música "Jacinto Guerrero", Toledo.
Later werd hij verzet naar Madrid en werd aldaar dirigent van de Unidad de Música del Mando Aéreo del Centro (MACEN). Van 2008 to 2010 was hij chef-dirigent van de Unidad de Música de la Guardia Real. Naast de officiële optredens verzorgt het harmonieorkest regelmatig concerten in het Palacio en los jardines del Campo del Moro en het Auditorio Nacional in Madrid, alsook in het Auditorio Manuel de Falla in Granada.
Als componist schrijft hij vooral werken voor harmonieorkest.

## Composities

### Werken voor harmonieorkest
- Coronel Nazario
- El Expolio, processie-mars (2º Premio del II Concurso de Marchas Procesionales Ciudad de Santander)
- Fajina
- I Promoción de la AGM
- Plaza de Armas
- Sinfónica Destellos, suite (bekroond met de "Premio Internacional de Composición Villa de Madrid")
  1. Visita a la Catredral de le Almudena
  2. Danza-Arco de Cuchilleros (Jota)
  3. Nana
  4. Final. Visita al Museo de América

### Werken voor koren
- 1999 - Himno a Mazarambroz Grabación sonora - tekst: José Antonio Fernández Sánchez

- Biblioteca Nacional de España: XX858542
- MusicBrainz: 88e524eb-ed5a-46df-9def-4aa8fa2f8101
- Virtual International Authority File: 87699372
- WorldCat: E39PBJrwPQqCyFF6ByxtvPfrMP